# Boombayah
Singles de Blackpink
Whistle
(2016) Playing with Fire
(2016)
Boombayah (hangeul : 붐바야 ; RR : Bumbaya) est une chanson du girl group sud-coréen Blackpink. Il sort via YG Entertainment le 8 août 2016, simultanément avec Whistle ; les deux morceaux figurent sur le premier album du groupe intitulé Square One (2016). Boombayah atteint la septième place du classement Gaon Digital et domine le classement Billboard World Digital Song Sales au cours de sa première semaine de ventes. Il est depuis certifié disque d'or par la Recording Industry Association of Japan (RIAJ) pour ses versions coréenne et japonaise.
Le clip vidéo qui accompagne la chanson est réalisé par Seo Hyun-seung et est publié en même temps que le single sur la chaîne YouTube de Blackpink. Le 13 octobre 2020, il devient le premier clip vidéo de K-pop à dépasser le milliard de vues sur YouTube.

## Contexte et version
Boombayah sort le 8 août 2016 à 20h00 KST (UTC+09:00) en tant que single numérique de Square One, couplé à Whistle, via divers portails numériques de musique en Corée du Sud,.

## Réception critique
La chanson reçoit des critiques généralement positives de la part des critiques musicaux. Jeff Benjamin du Billboard K-Town déclare que Blackpink « embrasse les sensibilités hip-hop et les sons prêts pour les clubs avec lesquels leurs seniors ont gagné un public international », faisant référence à leurs camarades du label Psy, Big Bang et 2NE1, avec le « boom » et les « rythmes exotiques » de la chanson de la chanson.

## Performances commerciales
Commercialement, Boombayah fait ses débuts à la 7e place du Gaon Digital Chart sud-coréen, vendant 88 215 unités numériques et collectant 1 866 737 flux dans le pays,,. Aux États-Unis, Boombayah est en tête du palmarès Billboard World Digital Song Sales pour la semaine du 27 août 2016,.
Le morceau atteint 12,7 millions de streams au Royaume-Uni en avril 2019 et 23,4 millions de streams en septembre 2022, devenant ainsi la cinquième chanson la plus écoutée du groupe dans le pays,.

## Clip vidéo et promotion
Le clip de Boombayah est réalisé par Seo Hyun-seung, qui a auparavant réalisé les clips de I Am the Best de 2NE1 et Fantastic Baby de Big Bang. La vidéo est diffusée sur la chaîne YouTube officielle de Blackpink le 8 août 2016. En décembre 2022, la vidéo a dépassé les 1,5 milliard de vues.
Blackpink fait la promotion de Boombayah lors de ses débuts sur scène durant l'émission Inkigayo de SBS le 14 août 2016,. Elles font ensuite fait la promotion de la chanson pendant les deux semaines suivantes sur Inkigayo, et l'interprètent également aux 26e Séoul Music Awards le 19 janvier 2017.

## Utilisation dans les médias
La chanson est utilisée dans la série télévisée Netflix Wu Assassins lors d'une scène de combat dans "Drunken Watermelon", le premier épisode de la première saison.
La chanson est présente dans le jeu de danse Just Dance 2022, qui utilise une version modifiée de la chorégraphie officielle.

## Crédits et personnel
Crédits adaptés de Melon.
- Blackpink – chant principal
- Teddy Park – compositeur, parolier, arrangeur
- Boum Bekuh – compositeur, parolier

## Classements
| Chart (2016–17)                    | Meilleure position |
| ---------------------------------- | ------------------ |
| Finlande (Suomen virallinen lista) | 21                 |
| France (SNEP)                      | 196                |
| Japan Hot 100 (Billboard)          | 15                 |
| Corée du Sud (Gaon Digital Chart)  | 7                  |
| US World Digital Songs (Billboard) | 1                  |

| Chart (2016)        | Meilleure position |
| ------------------- | ------------------ |
| Corée du Sud (Gaon) | 11                 |

| Chart (2016)                       | Position |
| ---------------------------------- | -------- |
| US World Digital Songs (Billboard) | 14       |

## Certifications
| Région                                                                                                 | Certification | Ventes/Streams |
| --- | ------------- | -------------- |
| Japon (RIAJ) version japonaise                                                                         | Or            | 50 000 0000^   |
| Japon (RIAJ) version coréenne                                                                          | Or            | 50 000 0000^   |
| *Ventes selon la certification ^Mise en rayon selon la certification xNon précisé par la certification |               |                |

## Historique des versions
| Région | Date        | Format                    | Étiquette        | Ref.   |
| ------ | ----------- | ------------------------- | ---------------- | ------ |
| Divers | 8 août 2016 | téléchargement, streaming | YG Entertainment | [ 22 ] |